# Desa Tarikolot (administrativ by i Indonesien, lat -6,96, long 108,12)
Desa Tarikolot är en administrativ by i Indonesien.   Den ligger i provinsen Jawa Barat, i den västra delen av landet, 160 km sydost om huvudstaden Jakarta.